# Palle da spiaggia
Palle da spiaggia (Beach Balls) è un film del 1988, diretto da Joe Ritter.